# Thị Trung, Tế Ninh
Thị Trung (tiếng Trung: 市中区, Hán Việt: Thị Trung khu) là một quận của địa cấp thị Tế Ninh (济宁市), tỉnh Sơn Đông, Cộng hòa Nhân dân Trung Hoa. Đây là trung tâm hành chính của Tế Ninh. Quận này có diện tích 39 km2, dân số năm 2002 là 410.000 người, mã số bưu chính 272133.
Quận Thị Trung được chia thành 8 nhai đạo: Phu Kiều, Cổ Hoè, Tế Dương, Việt Hà, Toên Doanh, Quan Âm Các, Nam Uyển, Kim Thành.